# Anton Babnigg

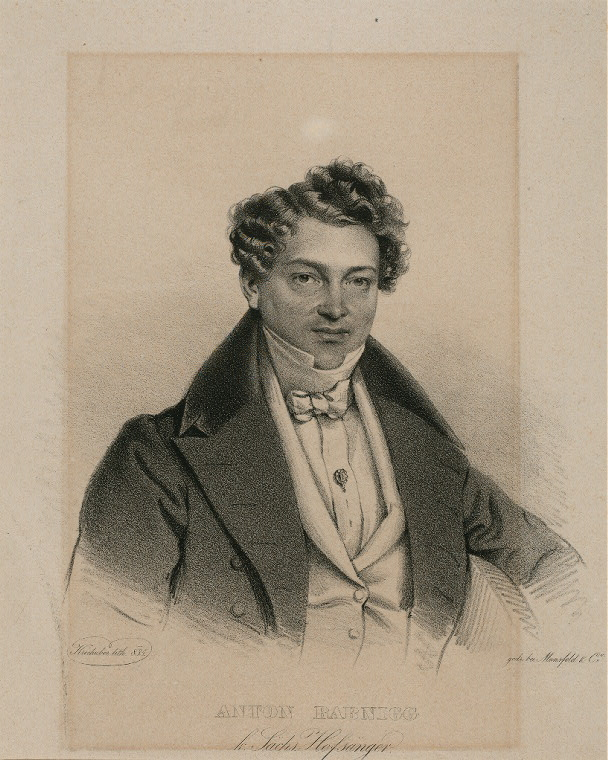
Anton Babnigg, Lithografie von Josef Kriehuber (1800–1876)

Anton Babnigg (* 13. Dezember 1793 in Wien, Habsburgermonarchie; † 28. Oktober 1872 in Csetnek, Ungarn) war ein österreichischer Theaterschauspieler, Opernsänger (Tenor) sowie Theaterregisseur und -leiter.

## Leben
Nachdem Anton Babnigg entsprechend für die Bühnenlaufbahn vorbereitet worden war, betrat er 1815 in Temešvár zum ersten Mal die Bühne, war dann vier Jahre am Deutschen Theater in Pest engagiert und trat 1820 in den Verband des Hofoperntheaters in Wien, nachdem er bereits 1817 und 1819 an dieser Bühne Gastspiele absolviert hatte. Er wirkte dort jedoch nur zwei Jahre, um dann wieder nach Pest zurückzukehren, wo er erst die Regie und dann die Direktion übernahm, die er sehr erfolgreich drei Jahre führte. 1826 unternahm er eine große Kunstreise durch Deutschland. 1827 trat der Künstler in den Verband des Hoftheaters Dresden, wo er bis zum Jahre 1844 tätig war. Für seine Verdienste zum sächsischen Kammersänger ernannt, trat er 1844 in Pension und zog sich in seine Heimat zurück.
Seine Tochter war die Opernsängerin Emma Babnigg.